# 일본국 헌법 제3조
일본국 헌법 제3조(일본어: 日本国憲法第3条)은 일본국 헌법 제1장 "천황"의 조문 중 하나이다. 천황의 국사행위에 대한 내각의 조언과 승인에 대해 규정하고 있다.

## 조문
일본국 헌법 제3조
천황의 국사에 관한 모든 행위는 내각의 조언과 승인을 필요로 하며, 내각이 그 책임을 진다.

## 해설
본 조는 일본국 헌법 제1조에 근거한 천황의 지위가 "상징적 지위"이기 때문에 천황이 행하는 행위에 대해서는 내각이 책임을 지며, 그 때문에 천황의 국사행위가 내각의 조언과 승인에 따라서 이루어져야 함을 밝히고 있다. 천황이 국정에 관한 권능을 가지지 않고 국사행위만을 행하는 것으로 규정하는 제4조와 함께 "상징 천황제"의 중심이 되는 규정이다. 국사행위에 대해서는 제7조에서 더 자세히 규정하고 있다.
일본 제국 헌법에서는 내각에 대해서는 규정하지 않고 제55조에서 "국무대신이 천황을 보필하는 책임을 진다"는 것만 규정되어 있었다.